# 안전지대 IV
| 전문가 평가          | 전문가 평가 |
| 평가 점수            | 평가 점수   |
| 출처                 | 점수        |
| -------------------- | ----------- |
| CD 저널              | 긍정적      |
| TOWER RECORDS ONLINE | 긍정적      |

《안전지대 IV》(일본어: 安全地帯IV 안젠치타이훠어[*])는 일본의 록 밴드인 안전지대의 네 번째 스튜디오 음반이다. 1985년 11월 24일에 유니버셜 뮤직에서 발매되었다. 전작 《안전지대 III~안고 싶어》 (1984년)보다 대략 1년만에 발매된 작품이며, 전곡 모두 작사는 마츠이 고로, 작곡은 타마키 코지가 담당하고, 프로듀서는 호시 카츠 및 카네코 쇼헤이가 담당하고 있다.
녹음은 1985년 7월부터 10월까지 KRS 스튜디오 및 키티 이즈 스튜디오에서 진행되었다. 본작의 전에 발매된 싱글 중 〈열시선〉은 수록되지 않고, 선행 싱글은 〈슬픔이여 안녕〉과 다이오제지 〈엘리스〉의 커머셜 송으로 사용된 〈푸른 눈동자의 엘리스〉가 수록되어 있다.
본작은 안전지대 음반으로서 첫 1위를 획득, 또 1986년도의 연간 1위도 획득하는 등 안전지대 음반에서는 최대의 히트작이 되고 있다. 또, 타마키의 멜로디어스한 악곡과 마츠이에 의한 로맨틱한 가사의 조합에 의한 스타일을 완성시킨 작품이라고도 한다.

## 배경
전작 《안전지대 III~안고 싶어》 발매 후, 안전지대는 다음 1985년 1월 25일에는 싱글 〈열시선〉을 발매했고, 이 곡은 오리콘 차트 상위권에서 324,000장이 판매되며 히트를 기록했다. 2월 12일, 2월 13일에 첫 일본무도관 공연을 2일간 연속 공연으로서 실현한다. 게다가 2월 17일, 2월 18일에는 오사카성 홀의 2일간 연속 공연을 감행, 4월 25일에는 두 곳의 공연장에서 라이브 공연을 녹음한 첫 번째 라이브 음반인 《ENDLESS》를 발매할 예정이다.
많은 히트곡을 발표하던 당시 타마키의 삶은 급격히 바뀌었고, 유명세를 타면서 공공 도로를 걷지 못했고 퇴근 후에도 항상 방에 머물렀다. 타마키는 이 일로 인해 비좁게 느껴졌지만 사생활에서는 종종 손아귀를 잃었고, 같은 해 2월에는 배우 이시하라 마리코와의 불륜이 보도되기도 했다. 이에 대해 이시하라는 같은 해 2월 13일 TBS 텔레비전 스튜디오에서 기자회견을 열고 불륜 사실을 인정하며 눈물을 흘리며 "초등학교 때처럼 무방비 상태로 사랑하고 있다"고 말했다.
6월 25일, 싱글 〈슬픔이여 안녕〉이 발매되어 오리콘 차트 1위를 차지하고 44만 3,000장이 판매되어 다시 히트했다. 베이시스트 로쿠도 하루요시는 이 곡의 히트에 대해 "〈와인 레드의 마음〉의 이미지에서 벗어날 수 있다는 생각에 조금 안심이 된다"고 말했다.

## 녹음 및 제작
녹음은 1985년 7월부터 10월까지 KRS 스튜디오 및 키티 이즈 스튜디오에서 진행되었다.
당시의 안전지대는 아이돌적인 인기가 있었기 때문에 키티 이즈 스튜디오에서의 녹음 중에 많은 팬이 몰려들어 유리 너머로 멤버를 견학하는 일 등이 발생했다. 이에 따라 스탭은 스튜디오의 창문에 커튼을 치는 등 대응에 쫓겼다. 또, 라이브 종료 후에는 회장 밖에서 대기하는 팬이 증가했기 때문에, 더미의 5인조가 차로 나가는 척을 하고 있는 틈에 멤버가 뒷출구로부터 회장을 나가는 것 등을 피할 수 없게 되었다.
이 작품에 대해 로쿠도는 "끝난 기분"이라고 말했고, 가사를 쓴 마츠이 고로는 "두 번째 작품부터 시작한 방식이 완성된 기분"이라고 말했다.

## 곡 목록
작사는 모두 마츠이 고로가 맡았고, 작곡은 모두 타마키 코지가 맡았다.
| #  | 제목                                      | 재생 시간 |
| -- | ----------------------------------------- | --------- |
| 1. | 〈꿈의 연속 (夢のつづき)〉                | 3:27      |
| 2. | 〈델리커시 (デリカシー)〉                 | 3:18      |
| 3. | 〈푸른 눈동자의 엘리스 (碧い瞳のエリス)〉 | 4:07      |
| 4. | 〈암호 (合言葉)〉                         | 3:48      |
| 5. | 〈건방진 TEL. (こしゃくなTEL.)〉          | 3:26      |

| #   | 제목                                                 | 재생 시간 |
| --- | ---------------------------------------------------- | --------- |
| 6.  | 〈사라지지 않는 밤 (消えない夜)〉                    | 3:18      |
| 7.  | 〈슬픔이여 안녕 (悲しみにさよなら)〉                 | 4:27      |
| 8.  | 〈그녀는 뭔가를 알고 있다 (彼女は何かを知っている)〉 | 3:29      |
| 9.  | 〈유리의 속삭임 (ガラスのささやき)〉                 | 3:42      |
| 10. | 〈흔하지 않기에 (ありふれないで)〉                   | 3:36      |